# Lukavac (samhälle)
Lukavac är ett samhälle i Bosnien och Hercegovina.   Det ligger i distriktet Brčko, i den nordöstra delen av landet, 110 km norr om huvudstaden Sarajevo. Lukavac ligger 114 meter över havet och antalet invånare är 225.
Terrängen runt Lukavac är platt åt nordost, men åt sydväst är den kuperad. Terrängen runt Lukavac sluttar norrut.Närmaste större samhälle är Brčko, 11,1 km nordost om Lukavac. 
Omgivningarna runt Lukavac är en mosaik av jordbruksmark och naturlig växtlighet. Runt Lukavac är det ganska tätbefolkat, med 100 invånare per kvadratkilometer.